# Рамонова, Инна Олеговна
Рамо́нова И́нна Оле́говна (11 августа 1997, Москва) — российская дартсменка. Двухкратная чемпионка России по дартс в командном зачёте, серебряная призерка Чемпионата России в личном и парном разряде, победитель и призёр всероссийских и международных соревнований. Мастер спорта России.

## Биография
Родилась в Москве 11 августа 1997 года,в детстве занималась классическим балетом, программированием, легкой атлетикой в спортшколе ЦСКА, посещала театральную студию. В 2014 году окончила московскую гимназию №1503, поступила в Академию социального управления, затем в Московский авиационный институт и в Московский технический университет связи и информатики, закончив учебу в 2022 году, получив диплом инженера по программно-защищенным инфокоммуникациям.
В дартс играет с 10 лет, он появился в жизни неожиданно, когда на занятиях в другом кружке она встретила своего будущего тренера Николая Михалина. Вскоре вошла в сборную команду Москвы, а затем и России. Является воспитанницей ДЮСШ "Воробьевы горы", наставником спортсменки также являлся Григорий Русанов, известный российский тренер и комментатор.
Является вице-президентом Спортивной Федерации Дартс в городе Москве
На всероссийском уровне представляет Москву.

## Спортивные достижения
Член сборной команды России 2012, 2017, 2018, 2019 годов.

### Одиночный разряд
- Бронзовый призер Чемпионата России(2014)[2]
- Вице-чемпион России (2017)[3]

### Парный разряд
- Бронзовый призер Кубка России (2012)[4]
- Бронзовый призер Кубка России (2016)
- Вице-чемпион России (2017)[3]
- Бронзовый призер Кубка Федерации (2018)[5]

### Микст
- Бронзовый призер Чемпионата России (2017)[6]

### Американский крикет
- Бронзовый призер Чемпионата России (2014)[7]
- Вице-чемпион России (2016)[8]

### Командные соревнования
- Чемпион России (2015)[9]
- Чемпион России (2017)[9]
- Бронзовый призер Чемпионата России (2018)[10]

## Семья
Мать - Людмила Рамонова Борисовна, является тренером по дартс и основателем дартс-клуба "Финист". Дед - Рамонов Борис Андреевич, полковник внутренних войск МВД России, начальник политотдела 488-го Читинского конвойного полка (в/ч 6578) 91-й Иркутской конвойной дивизии МВД СССР (в/ч 6531)